# Tapisseries flamandes du roi Sigismond II
 (novembre 2017).
Si vous disposez d'ouvrages ou d'articles de référence ou si vous connaissez des sites web de qualité traitant du thème abordé ici, merci de compléter l'article en donnant les références utiles à sa vérifiabilité et en les liant à la section « Notes et références ».

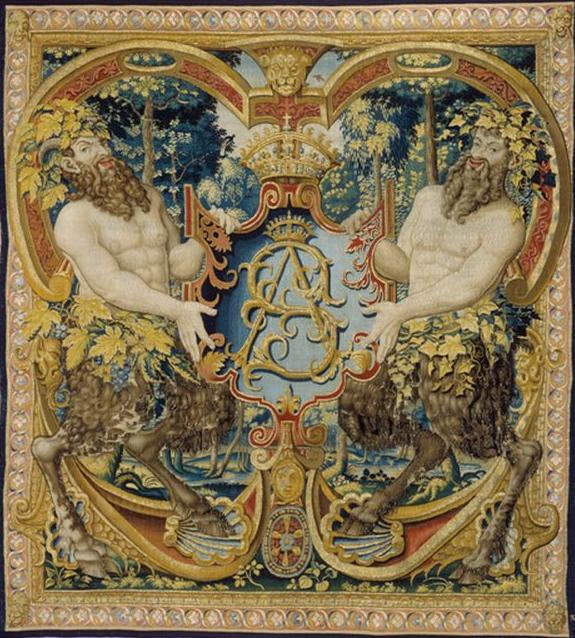
Tapisserie avec des satyres, orné d'un bouclier avec le monogramme SA de Sigismond Auguste, vers 1555.

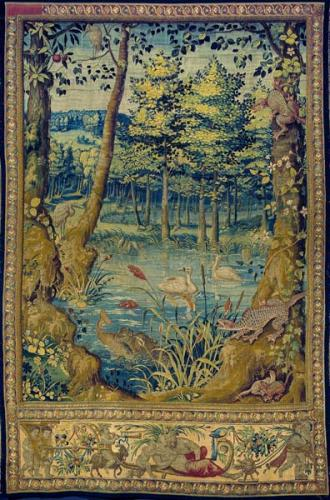
Verdure, Une loutre avec un poisson dans la bouche, atelier de Jan van Tieghems, vers 1555.

Les tapisseries flamandes du roi Sigismond II de Pologne constituent une collection de tapisseries tissées aux Pays-Bas et dans les Flandres qui, à l'origine, comptaient 365 pièces rassemblées par la famille Jagellon pour décorer l'intérieur du château du Wawel à Cracovie. Elles sont également appelées les « arras du Wawel », du nom de la ville française d'Arras, grand centre de production de tapisseries au XVIe siècle, bien qu'aucune n'ait été produite dans cette ville. La série entière fut donnée en testament par le roi Sigismond II de Pologne à la couronne polonaise.

## Origine des tapisseries
La première tapisserie vient de la dot de la reine Bona Sforza. Plus tard, en 1526 et 1533, le roi Sigismond Ier de Pologne commanda 108 tapisseries à Anvers et Bruges. La plupart des pièces furent commandées entre 1550 et 1565 par Sigismond II de Pologne dans des ateliers où Jan Willem de Kempeneer, Jan van Tieghem et Nicolas Leyniers étaient actifs. Il y avait au départ 170 tapisseries dans les collections royales, dont 84 en noir et blanc avec les armes royales et les lettres SA, 8 autres que Sigismond reçut en cadeau de l'empereur Maximilien Ier, ainsi que d'autres dons de délégations étrangères. Ces dons comprennent aussi une tenture avec l'aigle polonais et l'année 1560, les initiales royales ainsi que les lettres CKCH (« Christophorus Krupski Capitaneus Horodlo ») à côté des armes de Korczak vapen et l'inscription « SCABELLVM PEDVM TVORVM » (« pour vos pieds un escabeau », extrait du Psaume 110), un cadeau de Krzysztof Krupski, gouverneur de Horodło (Hrubieszów), à Sigismond. Les tapisseries furent montrées au public pour la première fois lors du mariage entre Sigismond II et Catherine d'Autriche. Sur les 138 tapisseries conservées, 30 pièces sont aujourd'hui exposées au château du Wawel. Leur taille était adaptée aux murs auxquels elles devaient être suspendues et certaines d'entre elles mesurent 5 x 9 m. Elles ont été tissées en laine, soie et fils d'or sur des métiers à tisser avec une densité de 8-10 fils de chaîne par centimètre[réf. nécessaire].

## Thèmes des tapisseries
- Scènes bibliques : histoire des Premiers parents, de Noé et de la tour de Babel (numéros d'inventaire du musée du Wawel 1—18), Moïse, Absalom, Nabuchodonosor, Saül (dispersées), d'après des dessins de Michiel Coxcie pour les scènes et d'un artiste anonyme du cercle de Cornelis Floris and Cornelis Bos pour les encadrements.
- Scènes mythologiques : la guerre de Troie, les expéditions militaires de Cyrus en Perse, l'histoire de Romulus et Remus, de Scipion l'Africain, d'Hannibal, de Jules César et d'Auguste (dispersées).
- Paysages et scènes animales, aussi appelés verdures (numéros d'inventaire du musée du Wawel 19—78), créés aux alentours de 1560 d'après des cartons d'un artiste anonyme du cercle de Pieter Coecke van Aelst (parfois associé à Willem Tons).
- Grotesques avec les armes de la Pologne et de la Lituanie et les initiales royales (numéros d'inventaire du musée du Wawel 79—134/2), créés aux alentours de 1560, d'après des cartons d'un artiste anonyme issu du cercle des peintres Cornelis Floris and Cornelis Bos, trois des grotesques (nr inv 92, 93 et 94) sont basées sur des dessins de Cornelis Bos.

## Histoire des tapisseries
Cette série de tapisseries est la plus grande collection commandée par un seul souverain. Selon le testament du dernier roi de la dynastie Jagellon, la série devait être léguée à ses trois sœurs, puis après leur mort, à l'état de Pologne.

Le bonheur du Paradis, atelier de Jan de Kempeneers studio, vers 1550.

Le testament était malheureusement trop peu précis et cela créa des conflits entre la famille royale et les nobles autour de la question de leur propriété. La collection entière n'a été rassemblée qu'un court moment jusqu'en 1572 au château de Tykocin. Les sœurs de Sigismond la dispersèrent ensuite entre leurs châteaux à Cracovie, Niepołomice, Varsovie, Vilnius et Hrodna, et certaines furent même envoyées en Suède. Le roi de Suède et de Pologne Sigismond III emporta en effet avec lui 30 pièces qu'Anna Jagellon envoyait à sa sœur Catherine Jagellon (la mère de Sigismond) à Stockholm. En 1633, trois des tapisseries avec les scènes de Moïse furent présentées au pape Urbain VIII par Jerzy Ossoliński, envoyé en mission par le roi Vladislav IV. Pendant les guerres polonaises de Charles X, la collection fut cachée par Jerzy Sebastian Lubomirski dans sa propriété à Spiš. Plus tard, le roi Jean II Casimir Vasa hypothéqua 157 tapisseries à Jan Gratta, un marchand de Gdańsk, sans l'autorisation du parlement polonais. Après son abdication, Jean II Casimir Vasa prit avec lui quelques tapisseries quand il s'exila en France, malgré les protestations de la noblesse polonaise. Elles ne furent retournées en Pologne qu'en 1724. Le parlement envoya la série entière au couvent des Carmélites de Varsovie, série qui fut utilisée une dernière fois en 1764 à l'occasion du couronnement de Stanislas II Auguste. Après la rénovation des intérieurs du château de Varsovie en style néoclassique, le roi commanda de nouvelles tapisseries de France et les tapisseries flamandes furent déplacées au palais de Krasiński. Selon un inventaire rédigé sous Stanislas II Auguste, il y avait environ 156 tapisseries. En 1795, après le troisième partage de la Pologne, Alexandre Vassilievitch Souvorov les emporta en Russie avec d'autres objets pillés dans des résidences royales.
Après avoir retrouvé son indépendance et remporté la guerre contre l'URSS, le gouvernement polonais réussit, entre 1922 et 1924, à récupérer 137 tapisseries, dans différents états. Certaines avaient été coupées pour s'adapter aux murs du Palais d'hiver de Saint Pétersbourg et du palais de Gatchina ou avaient été utilisées pour recouvrir des meubles. Quelques-unes se trouvent encore en Russie est sont exposées dans différents musées sans mention de leur provenance. Au début de la deuxième guerre mondiale en 1939, les tapisseries qui se trouvaient au château Wawel furent envoyées, à travers la Roumanie, la France et l'Angleterre jusqu'au Canada, pour être enfin rendues à la Pologne dans les années 1960, après 15 ans de négociations. Quand la série revint en Pologne après un long voyage en 1961, elle fut accueillie par les habitants de Cracovie et la cloche de Sigismund sonna.
Aujourd'hui, le château du Wawel possède 137 tapisseries (deux d'entre elles, deux paysages de forêt, l'un avec une biche et un canard qui attrape un poisson, l'autre avec une biche et des girafes, de Nicolas Leyniers, sont exposées au château de Varsovie) ; la série est la plus grande collection complète de tapisseries en Europe. L'humanité avant le déluge revint en Pologne en 1977, comme un don de l'URSS, et est aujourd'hui exposée au château de Varsovie. Une tapisserie manquante, qui représente Dieu bénissant la famille de Noé, apparut sur le marché dans les années 1950 et fut acquise par le Rijksmuseum Amsterdam (numéro d'inventaire BK-1955-99).